# Алабама-Коушатта
Алабама-Коушатта (англ. Alabama-Coushatta Reservation) — индейская резервация племён алабама и коасати, расположенная в юго-восточной части штата Техас, США.

## История
Под давлением британских колонистов алабама и коасати покинули свои родные земли восточнее Миссисипи и мигрировали в Испанскую Луизиану. К 1780 году некоторые из них обосновались на востоке современного штата Техас в регионе Большая чаща. Во время Войны за независимость Мексики алабама и коасати сражались на стороне восставших. Сформированное новое мексиканское правительство признало заслуги племён и предложило им участки земли для постоянного поселения.
Когда этот район начали заселять евроамериканцы, племена установили дружеские отношения с ними. В 1836 году Сэм Хьюстон заключил договор с алабама и коасати, согласно которому, индейцы получали право собственности на территорию между реками Нечес и Сабин в обмен на гарантии, что племена не станут поддерживать мексиканцев. После аннексии Техаса Соединёнными Штатами количество американских поселений увеличилось, и племена снова оказались под давлением. Они обратились к властям штата с просьбой выделить землю для их исключительного использования. В 1854 году власти Техаса создали резервацию для алабама, площадь которой составила 1110,7 акров. В 1855 году законодательное собрание Техаса выделило средства на покупку 640 акров для коасати. Однако, поскольку в округе Полк больше не было подходящей свободой земли, коасати так и остались безземельными. С разрешения алабама большинство техасских коасати поселилось в их резервации в 1859 году.

## География
Резервация состоит из нескольких участков земли, расположенных в центральной части округа Полк, к востоку от города Ливингстон. Общая площадь Алабама-Коушатты, включая трастовые земли (18,307 км²),  составляет 36,829 км², из них 36,745 км² приходится на сушу и 0,084 км² — на воду. Штаб-квартира племени находится в городе Ливингстон.

## Демография
В 1990 году В Алабама-Коушатте проживало 477 членов объединённого племени.
По данным федеральной переписи населения 2010 года, в резервации проживало 608 человек. Согласно федеральной переписи населения 2020 года в резервации проживало 679 человек, насчитывалось 182 домашних хозяйства и 242 жилых дома. Средний возраст, проживающих в Алабама-Коушатте, составлял 25,6 лет. Средний доход на одно домашнее хозяйство в индейской резервации составлял 53 125 долларов США. Около 16,7 % всего населения находились за чертой бедности, в том числе 24,9 % тех, кому ещё не исполнилось 18 лет, и 15,1 % старше 65 лет.
Расовый состав распределился следующим образом: белые — 39 чел., афроамериканцы — 1 чел., коренные американцы (индейцы США) — 589 чел., азиаты — 0 чел., океанийцы — 0 чел., представители других рас — 6 чел., представители двух или более рас — 44 человека; испаноязычные или латиноамериканцы любой расы составили 56 человек. Плотность населения составляла 18,44 чел./км².

## Комментарии
1. ↑  Сам город не входит в состав резервации, а является лишь штаб-квартирой племени.